# 扎克·加利根
扎克·加利根（Zachary Wolfe "Zach" Galligan，1964年2月14日—）是一位美國演員。出生在紐約。他在1982年就開始出演電視，1984年開始出演電影。他最著名的作品是電影小精靈系列。

## 外部連結
- 扎克·加利根在互联网电影资料库（IMDb）上的資料（英文）
- 互聯網百老匯資料庫（IBDB）上扎克·加利根的資料（英文）
- 扎克·加利根 在阿尔法记忆的相关页面（一個的Wiki網站）
- Zach Galligan's Blog （页面存档备份，存于）
- Zach Galligan interview, talking about his career past and present